# 集中豪雨

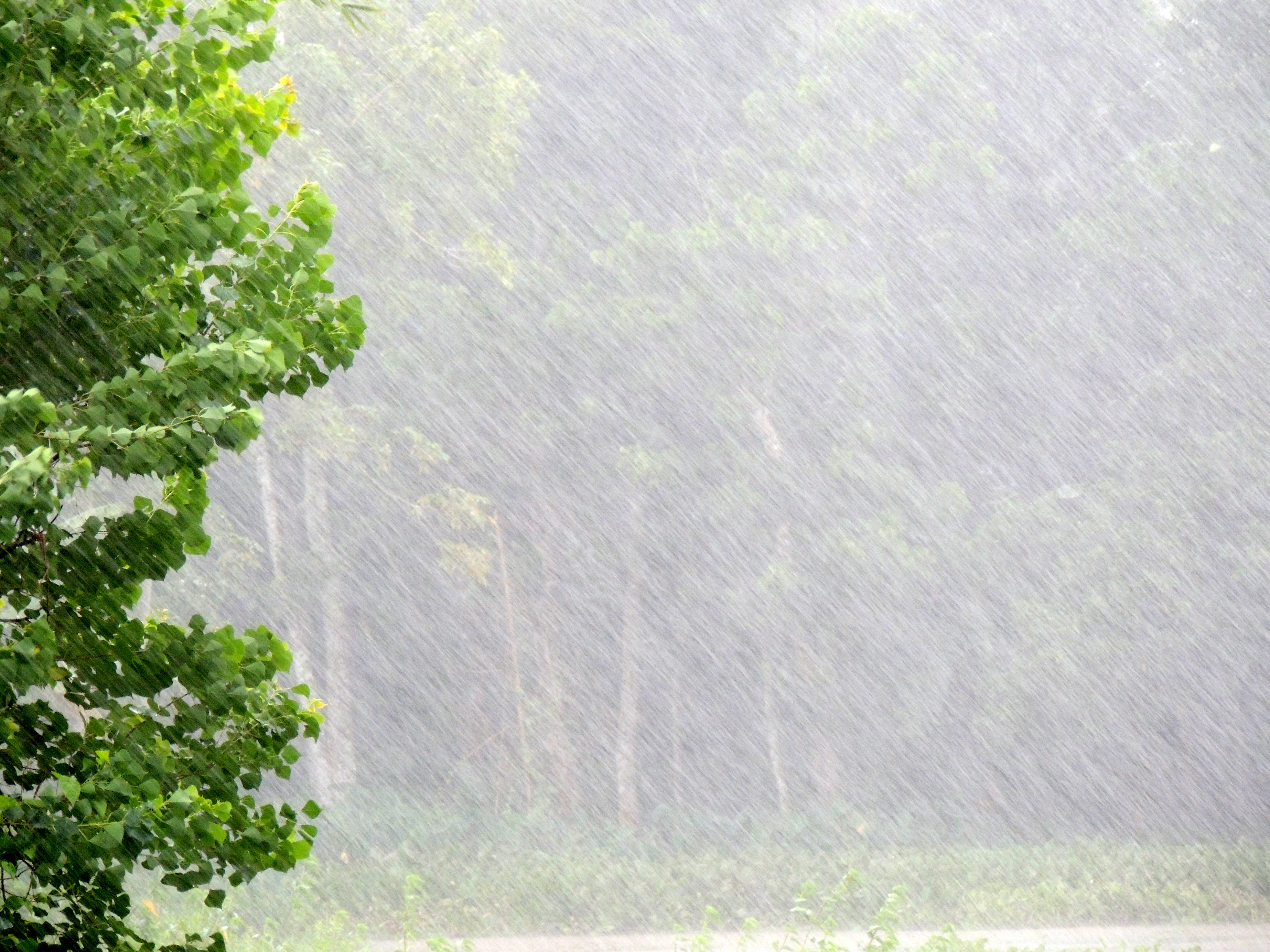
強い降雨。雨筋が向こうの木々を見えづらくしている。

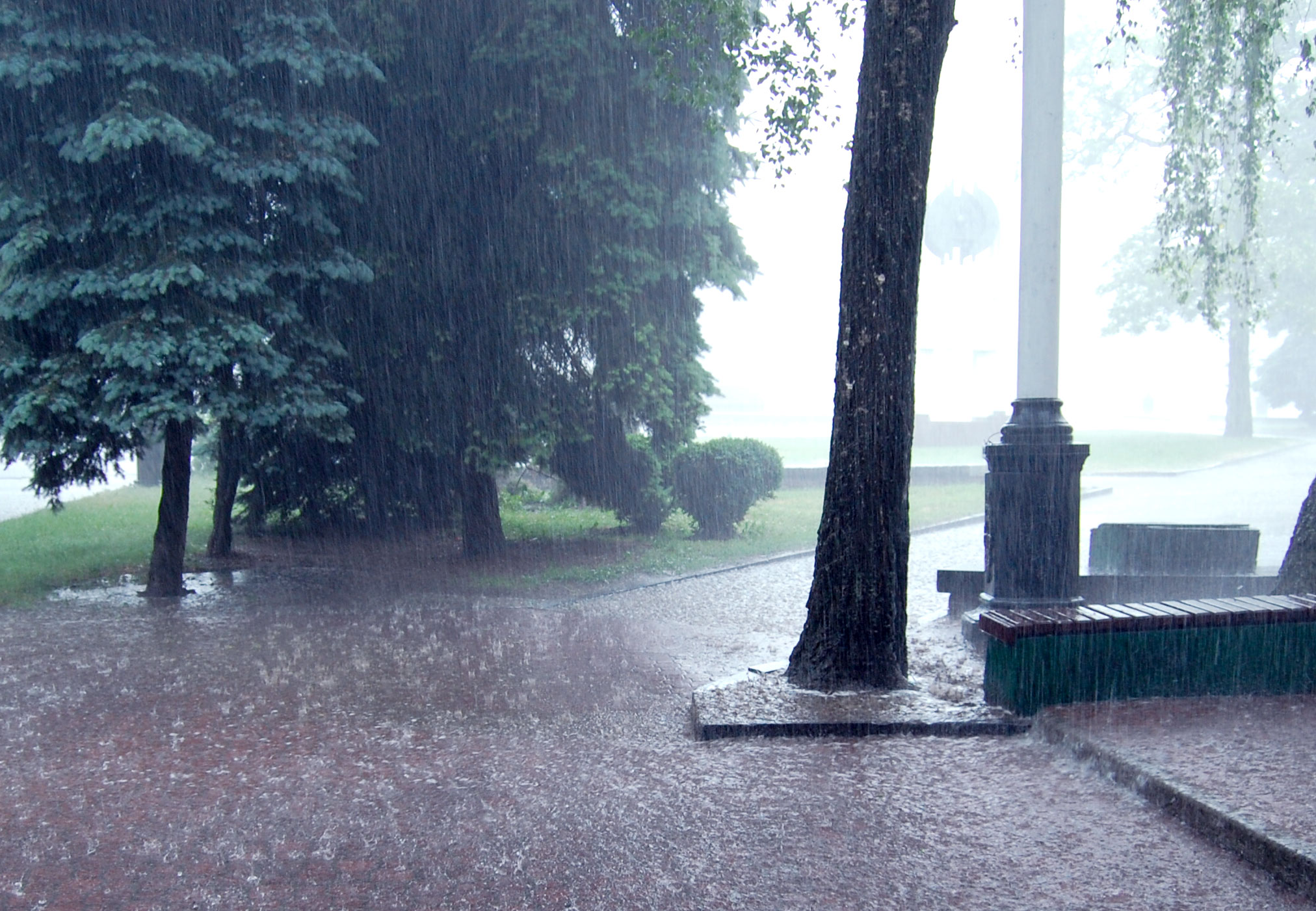
強い雨に見舞われた公園の様子。歩道に雨が叩き付けてしぶきを上げ、浸透能の低い舗装は水浸しになる。

集中豪雨（しゅうちゅうごうう）とは、局地的で短時間の強い雨、つまり限られた地域に対して短時間に多量の雨が降ることを言う。現在の日本においては一般にも学術用語にも用いられるが、雨量などに基づいた定量的な定義はない。

## 用語
日本の気象庁は以下の2つの用語を使い分けているが、一般的にはどちらも「集中豪雨」と呼ばれる。
- 局地的大雨 - 単独の積乱雲によりもたらされる、数十分の短時間に、数十mm程度の雨量をもたらす雨[6]。
- 集中豪雨 - 積乱雲が連続して通過することによりもたらされる、数時間にわたって強く降り、100mmから数百mmの雨量をもたらす雨。局地的大雨が連続するもの[7]。

本項ではこの両方について述べる。なお気象庁は、災害の恐れのある雨を「大雨」、著しい災害に至った雨を「豪雨」と呼んでいて、「豪雨」「集中豪雨」は過去の災害に対してのみ用い、これから起こる大雨に対しては用いない。
学術的には、「大雨」は単に大量の雨が降ること、「豪雨」は空間的・時間的にまとまって災害をもたらすような雨が降ること、「集中豪雨」は空間的・時間的な集中が顕著な豪雨を指すとされるが、区別は明確ではない。
似たような言葉として、雨の降る範囲に関係なく短い時間に多くの雨が降る事を指す「短時間強雨」、雨の継続時間に関係なく狭い範囲に多くの雨が降る事を指す「局地豪雨」、予測が困難な突発的な大雨を指す「ゲリラ豪雨」がある。これらは、集中豪雨とされる事例に対しても用いられる場合がある。
集中豪雨の概念は各国共通のものではないが、類似語がある。英語には突然の激しい雨、土砂降りを意味する"cloudburst"、"downpour"などの言葉がある。韓国語では日本語がそのまま移入され"집중호우"（集中豪雨）として用いられている。
集中豪雨という用語が初めて公に使用されたのは、1953年8月14日-15日にかけて京都府の木津川上流域で発生した雷雨性の大雨（南山城豪雨、南山城水害をひきおこした）に関する、1953年8月15日の朝日新聞夕刊の報道記事とされている。この報道以降、主に新聞などで使われはじめ、一般語としても気象用語としても定着していった。また、用例はあったが普及していなかった「ゲリラ豪雨」という呼称は、集中豪雨が日本国内各地で続発した2008年夏以降一般に広く使用されるようになった。

## メカニズム
一般的に、地面に対して水平方向に発達する層状の雲（乱層雲など）に比べて、地面に対して垂直方向に発達する積雲や積乱雲の方が、激しい雨（驟雨）をもたらす。これには、積雲や積乱雲の内部の対流（積雲対流）が関係している。積雲や積乱雲がもくもくと発達して急激に雲頂の高さを増すことからも分かるように、積雲対流中の上昇流の速度は他の循環による上昇流に比べて桁違いに大きく、これによって雲中で雨粒や氷晶の急激な発達が起こり、激しい雨となる。

### にわか雨と局地的大雨・集中豪雨の違い

発達した積乱雲の例（スペースシャトルより撮影）。こうした雲の発達のほか、世代交代、移動経路などが豪雨になるかならないかを左右する。

先の説明の通り積雲や積乱雲は激しい雨をもたらすものの、そうした雨の多くは、散発的で急に降りだしてすぐ止んでしまう一過性の雨（にわか雨）である。例えば、日本の場合は夏に散発的な積乱雲が発生しいわゆる夕立をもたらすが、その多くがにわか雨で、夕立の積乱雲のすべてが集中豪雨を降らせるわけではない。
これは、にわか雨の時には、複数の積乱雲の塊（降水セル）が雑然と集まっていてそれぞれが独立的に活動しているからである。このようなタイプの降水セルをシングルセル（single cell、単一セル）といい、雷雨の分類上は「気団性雷雨」という。上空が単一の気団に覆われていて、一般風の鉛直方向でのシアーが弱いときに発生しやすい。
降水セルの大きさはふつう、水平方向に5 - 15km、寿命はおおむね30 - 60分ほどで、雨はその中でも30分程度しか続かない。そのため、降水セルが雑然と集まっただけでは雨が長続きしない。
しかし、大気が不安定であるなどの要因で積乱雲が発達すると、雨量が増して数十分で数十mm程度に達する。このような雨を気象庁の呼び方では「局地的大雨」という。
そしてさらに条件が整うと、1時間で数十mmの局地的大雨が数時間あるいはそれ以上継続し、総雨量が数百mmに達して気象庁が呼ぶような「集中豪雨」となる。その条件は、寿命が限られた積乱雲が世代交代をして次々と発生・発達し、かつその積乱雲群が連続して同じ地域を通過することである。
局地的大雨も集中豪雨も、1つ1つの積乱雲（降水セル）の寿命は30 - 60分ほどであるが、集中豪雨では積乱雲が世代交代ながら連続して通過することで大雨が数時間以上に亘る。なお、特に前線や台風などで、豪雨をもたらす大気場がほとんど変化しない状況下、稀に十数時間から数日に亘って強い雨が続く場合もある。ただその場合も、雨量は例えば2 - 3時間の周期で増減するなど変化を示すことが知られている。
このような世代交代は、降水セルが線状あるいは団塊状にまとまるマルチセル型雷雨にみられるほか、単一の巨大な降水セル（スーパーセル）によるスーパーセル型雷雨にも見られる。マルチセル型雷雨はメソ対流系と呼ばれる複数セル間の相互作用により生じ、一般風の鉛直方向でのシアーが強いときに発生しやすい。
また、集中豪雨の範囲は、おおむね水平方向に2 - 200km（メソβ（ベータ）スケールからメソγ（ガンマ）スケール）程度である。日本における梅雨前線帯での豪雨でも、個々の事象は概ね100km程度である。しかし年によっては、梅雨前線による豪雨が日本列島各地を右往左往しながら数週間もの長期に亘り断続的に豪雨をもたらすことがある（例えば、昭和47年7月豪雨などがある）。

### マルチセルとスーパーセル

バックビルディングを単純化した模式図

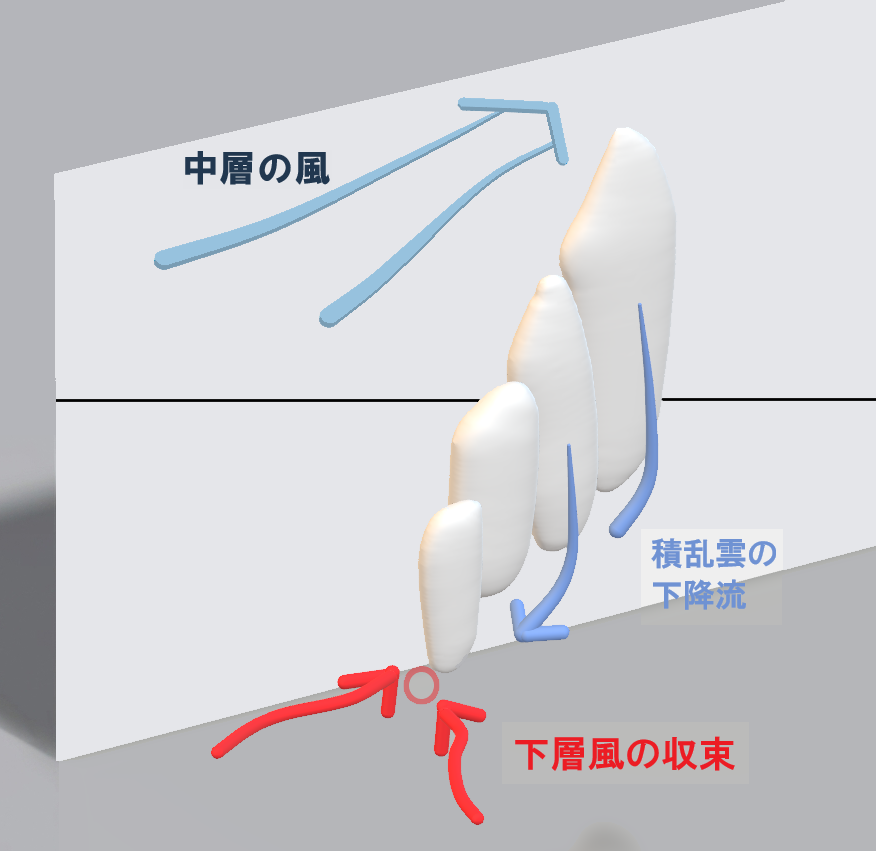
バックビルディングを生じさせる気流の図

数時間にわたって強い雨が続く「集中豪雨」をもたらしうるのは、既に述べたとおり積乱雲が世代交代するマルチセル型雷雨やスーパーセル型雷雨である。
マルチセル型雷雨の分類は研究者により異なる。Bluestein, Jain（1985）はアメリカ オクラホマでの気象レーダー観測をもとに、破線（Broken line）型・バックビルディング（Back building）型・破面（Broken areal）型、埋め込み（Embedded areal）型の4種類に分類されるとした。これに対し、マルチセル・ライン（Multicell line）型とマルチセル・クラスター（Multicell cluster）型の2種に分けられるとする資料もある。小倉（1991）はBluesteinらの分類を踏まえて1980年代の集中豪雨13例を分類し、ほとんどがバックビルディング型であることを報告している。日本で発生する集中豪雨では、クラスター型も観測されているが、バックビルディング型のものが多い。
バックビルディング型とは、成長期・成熟期・衰退期など異なるステージの複数の降水セル（積乱雲）が線状に並びつつ一般風の方向に移動しており、成熟期や衰退期のセルからの冷気外出流により移動方向とは反対の風上方向に新たなセル（積乱雲）が生まれるタイプのものをいう。日本の梅雨期の事例として、加藤、郷田（2001）は1998年8月上旬に新潟県下越・佐渡で起きた集中豪雨（平成10年8月新潟豪雨）を解析し、梅雨前線上の一部で対流活動が一定以上継続すると収束が生じ、風上方向に新たなセルを生む原因になると報告している。このメカニズムが線状降水帯を発生させる要因と考えられている。
一方、その1998年下越・佐渡の集中豪雨では、降水帯の先端だけではなく側方からも積乱雲が湧き出す現象が観測された。小倉はこのタイプをBluesteinらの分類に倣ってバックアンドサイドビルディング（Back and Side building）型と名付け、瀬古（2001）、津口、榊原（2005）らがこれを論文に用い、日本で用いられるようになっている。
これら2つはいずれも降水セルの長径方向と一般風の風向が近いものだが、降水セルの長径方向に対して一般風の風向が直角のマルチセルも存在する。これは一般的にはスコールラインと呼ばれるが、瀬古（2010）、草開ら（2011）は先述の名付け方に倣う形でスコールライン型と呼んでいる。

### メソ対流系の階層構造
100 - 300km程度の大きさの積乱雲の大きな塊を雲クラスターという。熱帯ではよく見られるほか、東アジアの梅雨前線帯や北アメリカでも見られる。北アメリカのものは特にメソ対流複合体（Mesoscale convective complex）と呼ばれて研究が行われている。雲クラスターは更にメソβスケール（20 - 200km）、更にその中にもメソγスケール（2 - 20km）の対流システム（メソ対流系）があり、階層構造を持っている。これらの系は、大きな系が小さな系を強化させる時もあれば逆もあり、相互作用を持っている。

## 環境要因
基本的要因は次の通り。
- 数時間続くような「集中豪雨」の環境要因
  - 上空の一般風が強く鉛直方向にシアーがあること。一般風が強いと線状のメソ対流系が発達する[19]。
- 1時間以内の継続時間で時間雨量100mmを超えるような猛烈な「局地的大雨」（いわゆる「ゲリラ豪雨」）の環境要因
  - 上空の一般風が弱く、かつ下層に相当温位が非常に高い領域があること。積乱雲が急速に発達する。一般風が弱いのは通常のにわか雨と同じ環境で、メソ対流系の様な組織化はあまり見られない[19]。

集中豪雨が起きるとき、積乱雲が発達し、それがメソ対流系を形成して積乱雲が世代交代しながら同じ地域を連続して通過するような環境要因がいくつか挙げられる。次より3セクションに分けて説明する。

### 積乱雲の発達要因
積乱雲が発達する環境要因として、以下が挙げられる。すべてが揃わなくとも、例えば下層の相当温位が非常に高いときには上空に寒気が無くても積乱雲が発達するような場合がある。
- 下層の相当温位が高いこと
  - 相当温位が高い（=暖かく湿った）大気が流れ込むことを暖湿流の流入という。相当温位が高い領域では、下層の収束などの働きで上昇気流が起こったときに、積乱雲が発生しやすく発達しやすい[注 8]。また、相当温位が高いほど雲底高度が低くなり、冷気域の広がりが抑えられる働きによって、積乱雲の世代交代が通常よりも親雲に近いところで起き、雨雲の移動が抑制される傾向にある[19]。
  - なお、湿舌といって細長い舌の様な形をした相当温位の高い領域が現れることがあり、集中豪雨と関連があることが知られている。ただし、高度約3,000m（700hPa面）や約1,500m（850hPa面）における湿舌に限ると[30]対流活動が活発な領域を示しているに過ぎず、積乱雲が発達しやすい領域（集中豪雨が発生する可能性がある領域）はその南側に分布する。一方、高度約500m（950hPa面）に限る場合は積乱雲の発達が始まる層で相当温位の高い領域を直接示しており、積乱雲が発達しやすい領域に重なる。日本付近では、高度約500mで相当温位355K以上の領域では集中豪雨が発生する可能性がある[19][31]。特に、梅雨前線帯の集中豪雨の場合は、湿舌や下層ジェットが現れることが多い[32]。
- 上空に寒気や乾燥した大気の流入があること
  - 上空の大気が周囲より冷たかったり乾燥していたりすると、下層の収束などの働きで上昇気流が起こったときに、積乱雲が発生しやすく発達しやすい[注 9]。上空では高緯度からの寒気が移流することがあるほか、気圧の谷が通過した時に下層からの乾いた上昇気流により気温が低下したり、高渦位域（寒冷渦）が通過した時に気温が低下したりする[19]。
- 下層に収束があること
  - 下層（地表から上空1,500m付近までの対流圏下部）に収束があることで、上昇流が発生し、積乱雲の発生・発達を促す。収束を発生させるのは、前線帯のほか、山脈などの地形による強制的な上昇流もがある[19]。

### メソ対流系の形成要因
メソ対流系（線状降水帯）の形成に関わる環境要因として以下が挙げられる。
- バックビルディング型の環境要因
  - 下層と中層の風向が同じで、下層が弱く、中層が強いこと。下層では積乱雲消滅期に冷気域ができ、これに乗り上げる形で風上に上昇流ができて新たな積乱雲が発生する。下層の風が弱く冷気域の広がりが抑えられていればこれがほとんど移動しないため、長時間同じ所から雲が湧き続ける。一方、中層の強い風によって積乱雲本体は同じ方向に流されるづけるので長時間同じところに雨が降り続けることになる[33]。
  - 下層と中層の風向が正反対であること。この場合でも長時間同じ所から雲が湧き続け、同じ所に雨が降り続ける。ただし、あまり起こらない。
- バックアンドサイドビルディング型の環境要因
  - 下層の風向が、中層の風向に対して直角に近い方向であること[34]。
- スコールライン型の環境要因
  - 下層と中層の風向が正反対であること[35]。

### 総観規模から見た環境要因
一般的な天気図で確認できる総観スケールの現象では、前線、熱帯低気圧（台風）、温帯低気圧、寒冷低気圧（寒冷渦）の付近で激しい雨が起こりうる。
前線の場合、前線面が地面に対して垂直に近い角度をとっているところの上空で、強雨をもたらす積乱雲が発達しやすい。これは前線を覆う幅の広い層状の雲の先端部で起こることが多い。寒冷前線付近に収束線や暖湿流が重なると積乱雲が発達しやすいが、温暖前線付近、例えば梅雨前線帯の低気圧に付随する温暖前線で集中豪雨が起こる例もある。
梅雨の時期には、東アジアを横切る梅雨前線帯の中、よく報告されている例では中国大陸付近で雲クラスターができ、これが東に進んでサブシノプティックスケール（1,000km程度）あるいはメソαスケール（200 - 1,000km）の低気圧に発達する過程で、その中の発達した積乱雲が集中豪雨をもたらすパターンがよくみられる。雲クラスターは気象衛星の雲画像で明瞭に確認できるが、集中豪雨が発現するのはその中の限られた部分である。
台風や熱帯低気圧はそれ自体が相当温位の高い空気で構成されており、前線に近づくと集中豪雨を起こしやすい。また台風は移動速度が速いため全域で集中豪雨となることは少ないが、スパイラル・バンドや外縁部降雨帯の積乱雲が連続して通過すると集中豪雨になりやすい。

## 地域による違い
降水の特性は気候により大きく異なる。ここでは世界の豪雨の特徴について述べるが、どの程度の雨量から豪雨となるかの認識が地域により異なることにも留意が必要である。

### 海洋性と大陸性
積雲対流は、凝結核が少なく過飽和度が高い海洋性と、反対に凝結核が多く過飽和度が低い大陸性に分けられる。海洋性は主に暖かい雨（凍結しない雨）のプロセスで雨粒が急速に成長し、高度10km以上に発達し激しい雨を降らす雲でも、下層で雨粒が発達する。ただし、特に貿易風帯では、上空に逆転層が発達するため雲の発達が抑えられ、高度2 - 3km程度までしか雲が発達しない例が少なくない。しかし、このような背の低い雲であっても、海洋性の場合は雨粒の発達が速いため時間雨量100mmに達するような猛烈な雨になる。
大陸性は主に冷たい雨（凍結する雨）のプロセスで雨粒が成長し、雲の上方でできた氷晶が上昇気流により落下と上昇を繰り返し霰として成長した後、融けて雨粒として落下する。海洋性と違い、大陸性は上空高くまで発達しなければ激しい雨とならない。高度5km程度まで雲が発達しても時間雨量10mm程度とする文献もある。
他方、気団の状況によって下層が海洋性、上層が大陸性となる場合があり、このときは下層で急速な雨粒発達、上層で霰の発達という2つのプロセスが同時に進行して激しい雨となる。

### 地形性豪雨
周囲との高低差が大きい山脈の風上側斜面では、そのさらに風上にある平地に比べて雨量が多くなることが知られている。日本においては、山脈の南側斜面に多い。例えば昭和38年台風第9号による四国の総雨量を見ると、高知平野は200 - 400mmの地域が分布しているのに対して、四国山地はほとんどが400mm以上で1,000mmを超える地点もあるなど、明らかな差が出ている。
また、特定の地域特有の線状降水帯が現れ豪雨となることがある。鹿児島県西方沖の甑島列島から伸びる「甑島バンド」、長崎県南部の諫早平野から伸びる「諫早バンド」、長崎県南端の長崎半島から伸びる「長崎バンド」などが知られている。いずれの地域も起伏があることから地形の影響により積雲対流が生じているのではないかという仮説が立てられているが、数値モデルによるシミュレーションにおいて肯定する報告もあれば否定する報告もあるなど、はっきりとは証明されていない。

### 気候学的な違い
熱帯雨林が広がる地域では熱帯収束帯（ITCZ）に沿う活発な積雲対流による激しい降水が一年を通して見られる。一方、雨季と乾季がある熱帯サバナなどの地域では熱帯収束帯に入る雨季に同じような降水が見られる。緯度20 - 35度付近の中緯度の大陸東側では、夏季は亜熱帯高気圧の西縁となるため湿った南風により大気が不安定となり時折激しい降水がみられる一方、冬季は寒帯前線の南下により温帯低気圧が通過し稀に激しい降水が見られる。また緯度40 - 55度付近の高緯度の地域では寒帯前線に沿う温帯低気圧の活動が活発で稀に激しい降水が見られる。
また、雷雨の発生頻度からみても、熱帯雨林や熱帯サバナ地域では頻度がかなり高いほか、中緯度の大陸東側でも頻度が高い。前者は大気の不安定度が高く積雲対流が発達しやすいため、後者は特に夏季に対流圏下層で暖湿流が流れ込んで大気が不安定化しやすいためである。一方、海洋は前述と同じ緯度帯にあっても雷雨の頻度が少ないが、その原因として海洋では積乱雲中での霰の形成が活発ではないこと（雷は霰の形成に密接に関わっている）が挙げられる。
単位時間当たりの降水量の極値で見ると、地球上では日降水量は約2,000mm、1時間降水量は約400mm、10分間降水量は約150mmがそれぞれ限界と考えられている。なお、数日間から1日間の極値は熱帯の地域、1日間から1時間の極値は亜熱帯の地域であるのに対し、1時間から1分間の極値は熱帯から中緯度まで様々な地域で記録されている。
激しい雨の時の大気場についても気候による差が見られる。日本では積乱雲の内外に亘って対流圏内が広く湿潤な場合が多い一方、大陸、例えばアメリカのテキサス州などでは対流圏内が全層に亘って乾燥していて雲域だけが湿潤な場合が多く、この環境で生じる積乱雲は雲頂高度が15kmにも達することが珍しくなく、大きな雹、メソハイの発達、強い下降気流など日本とは異なる特徴を有する。よって、気候の異なる地域の豪雨を扱う際には注意が必要である。

#### 日本
日本における集中豪雨は、発生時期で見ると梅雨の時期、特に梅雨末期が多い。
また、梅雨明け後の盛夏期を中心に、太平洋高気圧の西の辺縁部で集中豪雨が起こる例がある。これは、この時期に多く現れる、高温高湿な東南アジア方面の熱帯モンスーン気団が暖湿流として高気圧沿いに流れ込む大気場において、何らかの要因で収束が生じると積乱雲が発達し豪雨となるためである。なお、上空の気圧の谷通過など別の要因がある場合もある。
地域的には、年間を通して見ると、1時間程度の短時間の局地的大雨は日本国内で広く見られる一方、1日程度続く長時間の集中豪雨は暖湿流が流れ込みやすい九州や関東地方以西の太平洋側に多い傾向がある。梅雨期に限ると、集中豪雨は西日本（特に九州・中国地方）に多いが、東日本・中日本でも起こらないわけではない。
単位時間当たりの雨量の極値で見ても、10分間雨量は国内どこも近い値であり差が小さい一方、1時間雨量は差が現れ始め、1日・24時間雨量になると南の地方ほど多く特に南側の斜面沿いの地点で多くなる傾向が顕著になる。これは、10分程度の短時間の雨量は単一の積乱雲に起因することに対して、長時間の雨量は積乱雲の連続通過に起因するためである。なお、10分間雨量の極値は可降水量に近い値になると考えられており、日本では40 - 50mm程度と考えられている。
近年では、線状降水帯の発生に大きく関与しているとされる大量の水蒸気を運ぶ現象である「大気の川」と呼ばれる地球レベルの遠隔相関作用に注目が集まっている。

##### 降水量に占める豪雨のインパクト
| 階級          | 鹿児島市 | 鹿児島市     | 千葉県銚子市 | 千葉県銚子市 |
| 階級          | 日数     | 階級毎降水量 | 日数         | 階級毎降水量 |
| ------------- | -------- | ------------ | ------------ | ------------ |
| >100mm/日     | 1.6日    | 200mm        | 0.1日        | 10mm         |
| 50 - 100mm/日 | 3.6日    | 260mm        | 0.9日        | 50mm         |
| 20 - 50mm/日  | 7.0日    | 230mm        | 3.4日        | 100mm        |
| 10 - 20mm/日  | 4.2日    | 50mm         | 3.9日        | 50mm         |
| 1 - 10mm/日   | 10.9日   | 50mm         | 11.9日       | 50mm         |
| 0.1 - 1mm/日  | 15.3日   | 10mm         | 16.8日       | 10mm         |
| 6・7月総雨量  | 約800mm  | 約800mm      | 約270mm      | 約270mm      |

大雨による降水はその地域の水環境に大きな影響力を持っている。大雨となる日数は少なくても、降水量に占める大雨の割合は高く、数か月間や年間といったより長い期間の期間降水量が大雨に大きく左右されるためである。その影響力は、降水量を一日を単位とした値（日降水量）により階級区分し、各階級に区分される日数の比率と、各階級の期間降水量に対する寄与度とを対比することで理解できる。例えば、日本の大部分で雨量が多い梅雨期（6 - 7月）に実際に降水量が多い九州・四国・本州についてみると、当該2か月間の降水量は、わずか数日間でその1/2が集中している。右表の鹿児島を例に説明すれば、期間降水量は800mmだが、5.2日間（日数で約8.5%）で全体の1/2以上を占める460mmの雨が降り、わずか1.6日間（約2.6%）で全体の1/4に当たる200mmの雨が降っている（日数、降水量はともに30年間平均の平年値）。

## 観測と予測

### 観測

雨雲レーダー（Xバンド）で見る線状降水帯。2017年7月18日、新潟県

集中豪雨を実際に観測する方法は主に気象レーダーと雨量計。レーダーは雨雲や降水強度の空間的分布を細密に観測できる半面、帯域にっては強雨時に減衰が強いため観測範囲が狭くなってしまったり、従来の非偏波レーダーは小さい雨滴が高密度で存在すると、強度を過大評価してしまうなどの欠点がある。一方雨量計は、レーダーに比べると正確な値が得られる半面、設置箇所が限られ空間的な把握には弱いという欠点がある。この2つの観測方法の欠点を補うため、レーダーと雨量計の観測データを統合解析する方法がある。
日本では気象庁がこの方法を用いて解析雨量を求め、さらに高層観測による上空の気流のデータを加味して数値予報モデルで雨域移動の予測を行い、降水短時間予報や高解像度降水ナウキャストを発表している。高解像度降水ナウキャストは、従前の降水ナウキャストの16倍にあたる250m分解能・5分間隔の分布情報で、降雨時にパソコンやスマートフォンなどで逐次情報確認することを想定して2014年に開始した。両情報に用いるデータの内訳は、国内約1,300か所のアメダスに加えて、国土交通省や各都道府県などが設置している数千か所、合計約9,000か所（2009年時点）の雨量計、そして気象庁の20基（Cバンド、2022年時点）および国土交通省の65基（Cバンド・Xバンド、2021年時点）のレーダー。日本で遍く全国をカバーする気象レーダー網はこの2つである。
気象庁のレーダー網は、2022年時点でドップラー・レーダーと二重偏波ドップラーレーダーの2種（いずれもCバンド）。2010年代までは降水強度のみを観測するCバンド降雨レーダーだったが、2013年までに降水強度の分布と降水域の風の両方の観測に適したデュアル・ドップラー・レーダーに更新して集中豪雨の観測に対応した。
国土交通省のレーダー網は、CバンドレーダーとXバンドMPレーダー（二重偏波ドップラーレーダー）の2種。Xバンドは定量観測範囲（降雨減衰を受けない信頼できる値が期待できる観測半径）が60kmとCバンドの120kmより狭い。しかし、分解能は250m（地図上で雨の強度を表現する格子の細かさ）でCバンドにおける分解能1kmの16倍相当ときめ細かい。またCバンドは5分間隔であるのに対して1分程度の高頻度観測が実現でき、さらにコヒーレント二重偏波を用いて雨滴の大きさによる誤差を除去し雨量計補正を不要としている。これにより、Cバンドでは難があった、個々の積乱雲による局地的で短時間の強い雨を迅速に観測する技術が向上した。気象庁の降水ナウキャストに観測データが活用されているほか、国土交通省独自でも解析雨量を作成し、試験運用段階からウェブサイトで公開、2017年から本運用している。現在は「川の防災情報」内でXRAINとして公開されている。
このほか、2000年代から都道府県・市単位での高密度観測に適したXバンド降雨レーダーが都市部で主に下水処理管制の目的で運用されている（東京都下水道局の「東京アメッシュ」、大阪市建設局の「オークレーダ」など）。研究用では、雲の観測に適したKaバンド降雨レーダーやWバンド降雨レーダー（雲レーダー）も運用されている。
衛星画像においては、集中豪雨域に白く輝き先端の尖った逆三角形の雲が現れる事がある。これをテーパリングクラウド（にんじん状雲）と呼ぶことがあり、先端部では集中豪雨になる事が知られている。この雲はバックアンドサイドビルディング型のものによく出現する。ただし、気象衛星の観測は30分や1時間間隔であり、集中豪雨の迅速な予測には向いていない。

### 事前予測・発達予測
気象庁の予報業務では、数値予報プロダクトや観測データなどを総合して予報官が予報の如何を判断する。また気象庁本庁の気象監視・警報センターは急速な積乱雲発達などを常時監視するとともに、数時間から半日先の短時間強雨や雷雨・突風等の発生リスクをシビアストーム情報として各気象台に通知している。積乱雲が発生する前の段階における、大雨に関する具体的情報としては、早期注意情報（警報級の可能性、概ね前日で最大5日前）や大雨注意報・警報の発表（概ね6時間前）、大雨に関する気象情報等とその文中で示される雨量予測がある。
数値予報による予測のしやすさについて、集中豪雨発生時の主な総観規模の環境場（地上天気図に表現される要因）の中でも、総観規模の擾乱と直接結びつくような低気圧の中心付近、寒冷前線や停滞（梅雨・秋雨）前線の本体前線上に発生するものは予測しやすい一方、総観規模の擾乱と直接結びつかない停滞前線の南方に発生するもの、台風に伴う南・南東の暖湿流をきっかけに発生するものは予測しにくい。
数値予報モデルの解像度はまだ、積乱雲の挙動を現実と対応良く表現できるほど高くない。また予測精度向上につながる水蒸気分布のデータが不十分で、線状降水帯の発生機構にも未だ解明していくべきところがあるとされる。
気象庁は線状降水帯の予測情報の発表を2022年6月1日から開始している。現段階では半日程度前、地方予報区（複数府県）単位、捕捉率・的中率ともに高くないが、今後予測技術向上により、2024年に県単位・2029年に市町村単位に精度を上げる見込み。また目標として、2023年度に新たに線状降水帯の雨域の面的予測を発生30分前に行い、2026年にはそれを2 - 3時間前に拡充することを検討している。そのために、予報モデルの開発改良、集中的な気象観測船洋上観測実施、レーダー偏波パラメータ利用の検討、アメダスへの湿度計設置、次期ひまわり10号への「多波長赤外サウンダ」搭載の検討などが行われている。
マルチパラメータ・フェーズドアレイレーダー（MP-PAWR）は毎回のスキャン時間30秒で雲の3次元構造と降水分布を観測するもので、積乱雲の急速な発達の様相を捉えることが期待されている。内閣府の戦略的イノベーション創造プログラム（SIP）第1期に選定された豪雨・竜巻予測の一環として開発され、2017年から試験が行われた（2019年3月終了）。また、同プログラム第2期でも線状降水帯観測・予測システム開発が選定されている。他方、民間気象会社でも早期予測が試みられている。ウェザーニューズは会員を対象とする気象状況・写真の報告スキームと雷雨発生を通知するメール配信を2008年に開始、2022年には自社アルゴリズムにユーザーからの天気報告による補正を加えて雷雨の発生リスクを地図メッシュに3段階で表現し36時間先までの予測を提供するゲリラ雷雨レーダーとなっている。

## 災害と対処

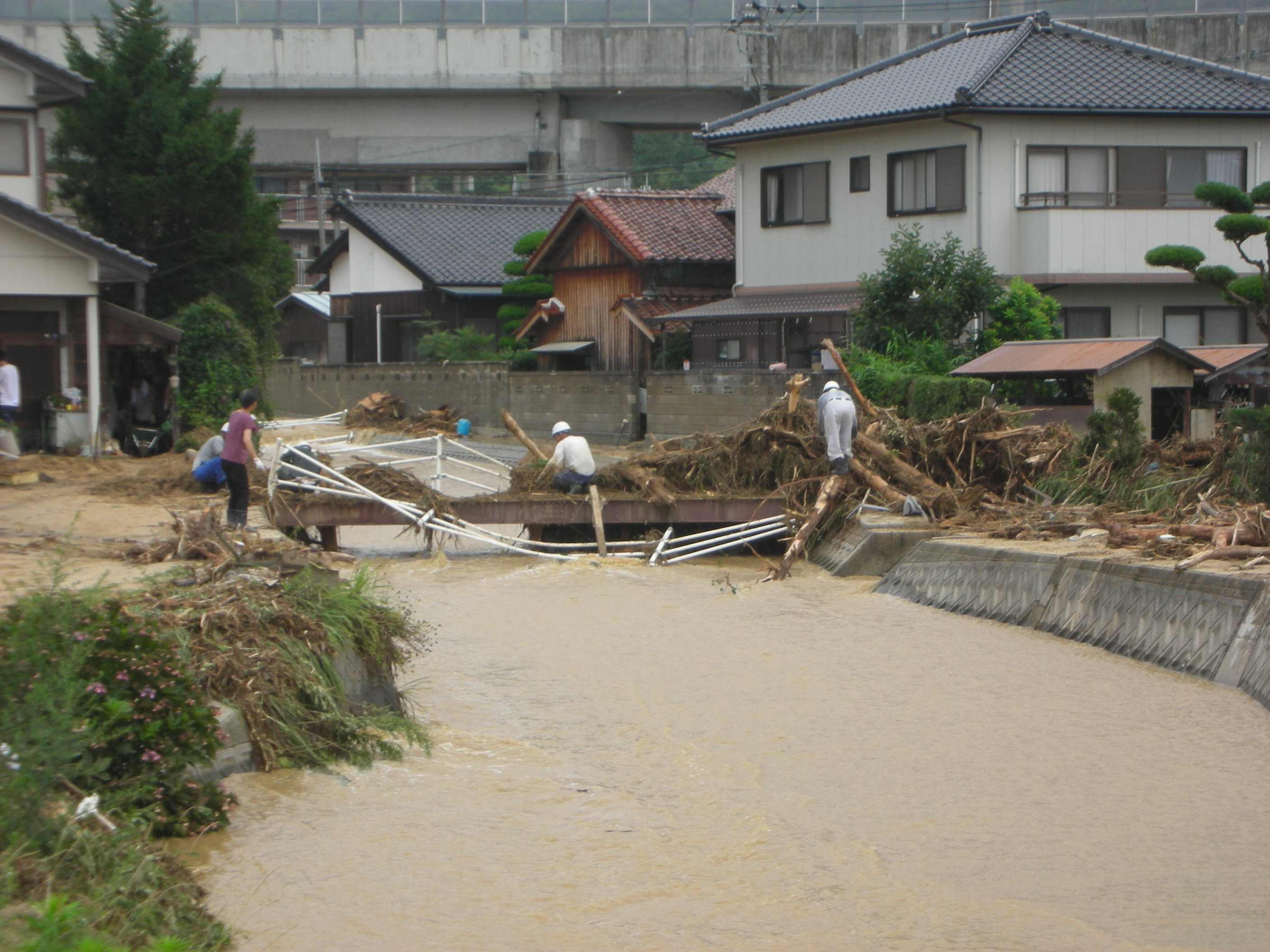
集中豪雨による土石流で被害を受けた集落（2009年7月、山口県防府市）

### 災害の特徴
地形などによって傾向は異なるが、集中豪雨をはじめとした大雨では、河川氾濫による洪水、堤防に守られた陸地内での増水による浸水（内水氾濫）、山の斜面が層ごと一気に崩れ落ちる山崩れ、山の斜面が層ごとゆっくり崩れ落ちる地すべり、斜面や崖の一部が崩れ落ちるがけ崩れ、川の急な出水（土砂を伴う土石流と水分が多い鉄砲水がある）による害、浸水後低地などに水が溜まって長期間湛水・冠水することによる害、強い雨の落下や多量の雨水が土壌を流失させる害、集中豪雨をもたらす積乱雲による竜巻などの突風や落雷、その他の被害が起きる。日本では治水施設や防災体制の整備が進んだことから、大雨による災害は戦後大きく減少した一方、中小河川の氾濫や土砂災害の割合が増し、施設被害や地下の浸水が顕著な都市型水害が増加している。
防災上の注意点として、1時間以内で終わるような局地的大雨でも、雨量が一時的に河川や排水路の能力を超える一過性の洪水となって、被害が生じる場合は少なくない事が挙げられる。特に、大雨や洪水の注意報や警報が発表されない段階で急な増水となって、状況変化に対応できずに被害が生じる場合がある。例えば2008年8月初めに起きた東京都豊島区雑司ヶ谷の下水管増水による事故では、大雨注意報の基準に達しない段階で事故が起きている。
大雨は水害や土砂災害などをもたらすが、「局地的大雨」や集中豪雨では、その変化が突発的なことが大きな特徴である。例えば2008年7月末に起きた神戸市都賀川の増水による事故（都賀川水難事故）では、急峻な地形の影響から10分間で1m30cmという急激な速度で水位が上昇し事故に至っている。こうした急な大雨に対しては、早期の正確な予測が求められる一方、技術的に困難であるという課題がある。

### 対処
ここでは日本における防災気象情報や避難情報の活用例を挙げて説明する。
不安定な天気の下で起こる突発的な大雨の影響を受ける行動（例えば、川にレジャーに出かけるなど）は、猶予時間に応じて適切な種類の気象情報を利用できる。
- 行動の前日や当日朝（数時間前） - 行動予定の地域における「天気予報」の内容や「大雨警報・注意報」の発表状況に注意する。行動する地域だけではなく隣接する地域の予報も入手できれば更によい。雨や雷の予報が出ていたり、予報に「大気の状態が不安定」「天候が急変するおそれがある」などの文言がある場合は、集中豪雨を含めた雷雨になる可能性があることを把握しておく。数時間前の段階では予報の精度が上がるので、雷や不安定な天気が予想される時間帯、雨の可能性が高い時間帯には計画を変更する検討も必要[5]。
- 行動の直前 - 行動予定の市町村や隣接市町村における「警報・注意報」の発表状況、気象レーダーの観測値や「降水短時間予報」「キキクル（危険度分布）」などの予測値に注意する。大雨注意報・警報や雷注意報が発表されている場合、行動予定地域周辺に強い雨雲（例えば、土砂降りに相当する20mm/時間など）が観測・予測されている場合は、計画を変更したり、天気の変化に注意しながら行動することが必要[5][65]。
- 行動中 - 行動予定の市町村や隣接市町村における気象レーダーの観測値や「降水ナウキャスト」「キキクル（危険度分布）」などの予測値に注意する。行動予定地域周辺にもうすぐ（概ね1時間以内程度）雨が移動してくると予測されている場合は、行動を中断するか、天気の急変にすぐに対応できるよう行動を変えることが必要。行動中も自ら空の様子を確認することが推奨され、積乱雲接近の兆候がある場合は、前述同様の対応を取ることが必要[5][65]。

日常行動において大雨の可能性がある場合、以下のような情報を利用できる。
- 「早期注意情報」（警報級の可能性） - 概ね前日から5日前に発表。気象台が「○日までの期間内に大雨警報を発表する可能性がある（または 可能性が高い）」 =可能性［中］または［高］ と周知する[66]。
- 「大雨注意報・大雨警報・大雨特別警報」、「キキクル（危険度分布）」 - 警報・注意報は市町村単位。キキクルは1km四方のメッシュ毎に低地浸水・土砂災害・河川洪水の各危険度を表示。「注意」（黄）は今後の危険度変化に気を付け避難経路等を確認する目安。「警戒」（赤）は今後警報基準値に達する予想で、安全確保や避難の準備を始め特に高齢者等は避難を始める目安。「危険」（紫）は警報基準を大きく超える予想で、避難を始めたり家屋内で安全確保のため上階へ退避したりする目安。「災害切迫」（黒）は特別警報相当に達したすでに災害が発生した可能性が高いもので、身の安全確保のため最大限の行動をとる目安[65]。
- 「気象情報」 - 概ね24時間から2 - 3日先に大雨の可能性がある場合に知らせる。また大雨発生時には、これまでの雨量と今後の雨の見通しを知らせる。2022年からは線状降水帯発生の恐れがある場合の半日前の周知が開始されている[67]。
- 「降水短時間予報」、「降水ナウキャスト」 - 過去の解析雨量と予測雨量を示す[68]。

積乱雲が接近してきたとき、特に注意すべき場所がある。
- 渓流の中や中州、河川敷などの川のそば - 急な増水の恐れがあるため、川のそばや隣接する低地から離れる必要がある。水の色が濁る、木の枝が流れてくるといった増水の兆候や、ダムの放流に伴うサイレンの音などに注意することも必要[69]。
- 地下室、アンダーパス（地下式の交差道路）などの周囲よりも低いところ - 浸水した道路では、濁った水により足元が見えないため側溝や蓋の開いたマンホールなどに注意が必要なほか、車の浸水時に水圧によりドアが開かなくなることがあるので注意を要する。地下室では、豪雨や浸水に気づくのが遅れること、停電が起きパニックに陥る可能性があることなどに注意が必要[70]。

気象庁をはじめ天気予報では雨量について、1時間当たり30mm以上50mm未満を「激しい雨」、50mm以上80mm未満を「非常に激しい雨」、80mm以上を「猛烈な雨」と表現する。ほかには、特別警報級の大雨について「数十年に一度の大雨」、「○○豪雨に匹敵する大雨」、さらには「これまでに経験したことがないような大雨」などと、異常事態であることを表現して最大級の警戒を呼びかける。
なお上記に加えて、著しい大雨の時には臨時の「気象情報」として以下のような情報が発表される。
- 「記録的短時間大雨情報」 - 数年に一度という、災害につながるような記録的な雨量を観測した場合に発表される[75]。
- 「土砂災害警戒情報」 - 雨により土砂災害の危険が高まった時に発表される。市町村が避難勧告などを発令する目安となる[76]。
- 見出しのみの短文で伝える「気象情報」 - 「気象情報」の形式を変更したもので、大雨や洪水の重大な災害が差し迫っている場合に発表される。2012年6月開始[77]。
- 「顕著な大雨に関する情報」 - 線状降水帯が確認され、激しい雨が降り続いていることを知らせる。2021年6月開始[78]。

河川の氾濫による洪水に関しては、河川ごとに流量や水位を交えて危険レベルを示した「○○川はん濫発生情報」などの洪水予報（指定河川洪水予報）が一般にも発表される。これは一般市民向けと水防活動用を兼ねているもので、はん濫注意情報、はん濫警戒情報、はん濫危険情報、はん濫発生情報の4種類がある。このほか、水防活動専用の情報として水防警報がある。
土砂災害に関しては予めいくつかの種類の危険区域が指定され、規制が行われている。法的に厳しく規定されている土砂災害警戒区域（土砂災害防止法）、砂防指定地（砂防法）、地すべり防止区域（地すべり等防止法）、急傾斜地崩壊防止区域（がけ崩れ防止法）のほか、それを補完する土砂災害危険箇所（土石流危険渓流、地すべり危険箇所、急傾斜地崩壊危険箇所）がある。
災害の際には土砂災害に関する危険区域の指定漏れや周知不足が問題になることがある。他方では予報や警報・注意報の周知不足も問題となることが多い。加えて、雨粒の反射等により視程が損なわれるほか、ゴーゴーと滝のように響くことから周囲の音も聞き取りづらくなる。そのため集中豪雨の最中には、気象警報の視聴などの情報収集や適切な状況把握が妨げられることがある。
また、集中豪雨に限らず大雨災害全般に当てはまるが、避難のタイミングや方法、場所の判断が不適切であったことにより被災する例が多数ある。河川の堤防付近の家屋の住民が避難の機を逸して氾濫に巻き込まれたり、冠水した避難路を車で避難して被災したり、河川などがある避難路を経由して避難し被災したり、結果的に自宅の2階に逃げれば助かったものが避難所に避難したことで被災するといった事例がある。こうしたことから、普段から避難経路や避難先を把握しておくとともに、その時の状況やこれからの災害の進展の見通しに合わせて適切な避難行動を選ぶ必要がある。

## 集中豪雨の変化
気象庁の観測統計によれば、日本におけるアメダス1000地点あたりでの時間雨量50mm以上の雨の回数は1976 - 1986年に160回だったものが1998 - 2009年には233回になっていて、+45%と明らかな増加を示している。また、同じく時間雨量80mm以上の雨の年間平均発生回数は1976 - 1986年に9.8回だったものが1998 - 2009年には18.0回になっていて+80%と更に急激な増加を示している。
確実に増していると考えられる集中豪雨であるが、この時間スケールにおいてはいくつかの気候変動周期（レジームシフトなど）が存在するため、地球温暖化との相関性が明らかとはいえない。
2011年、日本気象協会は「総雨量2000mmの時代を迎えて」と題する見解を発表した。平成23年台風第12号は高知県東部に上陸しても時速10km/hと進行速度は上がらず、紀伊半島南部で記録的な1時間雨量と累計雨量をもたらした。これらを受け、同協会は台湾付近と日本の南海上は海面水温に2度近く差があるが100年後をシミュレーションした予測結果によれば日本の南海上の海面水温は台湾近海並みに上昇した水温となり、台風の進行速度や海面水温を考慮すれば日本も台湾と同様に総雨量2000mmを超える大雨を想定した対策が必要としている。

## 日本の顕著な集中豪雨被害の歴史
以下、日本における過去の顕著な集中豪雨被害を挙げる。

### 20世紀
| 発生期間             | 被害地域                             | 摘要 |
| -------------------- | ------------------------------------ | --- |
| 1938年7月3日 - 5日   | 兵庫県                               | 阪神大水害 24時間雨量は六甲山で616mm、神戸市で461.8mm。生田川など市内の河川が氾濫し死者715名。これ以降六甲山の砂防事業が開始。 |
| 1953年6月25日 - 29日 | 福岡県 佐賀県 熊本県 大分県          | 昭和28年西日本水害 24時間雨量は小国で433.6mm、佐賀市で366.5mm、久留米市で308.7mmなど。筑後川、遠賀川、大分川、矢部川、白川など九州北部の河川のほとんどが氾濫。九州電力夜明ダムが決壊するなど浸水被害甚大。死者759名、行方不明者242名、浸水家屋45万棟以上。これ以降筑後川の松原ダム、矢部川の日向神ダムなど各河川で多目的ダム建設が進められる。 |
| 1953年7月17日・18日  | 和歌山県                             | 紀州大水害（南紀豪雨） 紀伊半島南部を中心に24時間雨量が500mmを超える。有田川、日高川、日置川など県内全ての河川が氾濫し死者・行方不明者1,046名と和歌山県史最悪の被害。これ以降七川（日置川）・二川（有田川）・椿山（日高川）などの多目的ダムが和歌山県により建設される。                                                                        |
| 1953年8月14日・15日  | 京都府                               | 南山城水害（南山城豪雨） 京都府南部の木津川流域を中心に豪雨。24時間雨量は和束で428mmの猛烈な豪雨となったが10数km離れた京都市では雷鳴が轟いただけだった。大正池が決壊し死者105名。この豪雨において新聞が初めて「集中豪雨」の名称を使用する。 |
| 1957年7月25日 - 28日 | 長崎県                               | 諫早豪雨（諫早大水害） 死者856、不明136、負傷3,860、浸水72,565、24時間雨量は瑞穂町西郷（現：雲仙市）で1,109mm。 |
| 1962年7月1日 - 8日   | 佐賀県                               | 昭和37年梅雨前線豪雨 死者110名、行方不明者17名。佐賀県で大規模な土砂崩れ。 |
| 1964年7月17日 - 20日 | 島根県                               | 昭和39年7月山陰北陸豪雨 死者114名、行方不明者18名。島根県で影崩れ。 |
| 1967年7月9日         | 大阪府                               | 北摂豪雨 大阪府北摂を中心とした地域に豪雨。最多雨量は北摂で255mm。死者61名。この災害で治水対策として、安威川ダムや箕面川ダムが建設された。 |
| 1967年8月26日 - 29日 | 新潟県 山形県                        | 羽越豪雨（羽越水害） 24時間雨量は新潟県関川村で700mm近くに達する。最上川、荒川、胎内川、加治川などが氾濫し死者104名、被害総額は現在の貨幣価値で約4,000億円に上る。これ以降治水対策の根本が見直され荒川が一級河川に指定されたほか多くの河川で多目的ダム、治水ダムが建設された。                                                                 |
| 1968年8月17日        | 岐阜県                               | 1時間雨量は郡上郡美並村で114mm。8月18日2時10分に土砂崩れにより白川町で飛騨川に観光バス2台が転落し、104人の犠牲者をだす飛騨川バス転落事故が発生した。 |
| 1970年7月1日         | 千葉県                               | 1時間雨量は大多喜町で116mm、同町中野で114mm）。当時の内閣総理大臣・佐藤栄作が現地視察した。 |
| 1972年7月3日 - 15日  | 高知県 熊本県 愛知県 岐阜県 神奈川県 | 昭和47年7月豪雨 死者421名、行方不明者26名、負傷者1,056名。 |
| 1974年7月7日         | 静岡県                               | 七夕豪雨 24時間雨量は静岡市で508mm。漫画『ちびまる子ちゃん』にはこの時の様子を描いた「まるちゃんの町は大洪水」という話がある。 |
| 1982年7月23日        | 長崎県                               | 昭和57年7月豪雨（長崎大水害） 1時間雨量は長与町で187mm（日本歴代最多）、長崎市で127.5mm。重要文化財の眼鏡橋が半壊。この災害を受けて「記録的短時間大雨情報」が1983年10月に創設される。死者300人以上。 |
| 1983年7月23日        | 山口県 島根県                        | 昭和58年7月豪雨 三隅町（現：浜田市）、田万川町（現：萩市）などで33人が死亡。これにより益田川ダム建設計画（益田川）が見直された。死者100人以上。 |
| 1993年8月1日・6日    | 鹿児島県                             | 平成5年8月豪雨 鹿児島市、姶良郡。8月6日にはJR日豊本線の竜ヶ水駅が土石流に埋まり、復旧に約1か月を要した。 |
| 1994年9月7日         | 大阪府                               | 1時間雨量は池田市で130mm。9月4日に関西国際空港に国際線発着の機能を移転させたばかりの大阪国際空港で地下の空港施設や機器類が浸水し、翌日まで使用不能となった。 |
| 1998年8月27日        | 栃木県 茨城県                        | 那須町で1時間雨量が90mm、総雨量が1254mm。那珂川支流の余笹川が氾濫し死者・行方不明24人、55人負傷。101棟全壊。下流の水戸市でも那珂川が氾濫し浸水や橋梁の流失などが起こる。平成10年台風第4号の影響。 |
| 1998年9月24日・25日  | 高知県                               | 平成10年9月豪雨（高知豪雨） 高知市で1時間雨量が129.5mm、24時間雨量が861.0mm。高知市東部の国分川、舟入川などの河川が氾濫し高知市東部の平野域がほぼ2日間にわたり水没。マンホールの蓋が水圧で外れて吸い込まれて2人が死亡。死者8人、負傷者14人、住宅の全半壊55棟、一部損壊86、浸水家屋17000棟。                                                    |
| 1999年6月29日        | 福岡県 広島県                        | 6.29豪雨災害 1時間雨量は福岡市で79.5mm。博多駅の地下街が水没し、都市型自然災害として問題となった。また、同日広島県を中心に土砂災害が発生した。中国地方4県で死者36人。 |
| 1999年10月27日       | 千葉県                               | 佐原豪雨 南岸低気圧が関東地方で急速に発達し、佐原市で1時間雨量152.5mm、日降水量は299mmに達した。死者1人、一部損壊10棟、床上浸水109棟、床下浸水487棟。 |
| 2000年9月11日・12日  | 愛知県                               | 東海豪雨 1時間雨量は愛知県東海市で114mm。名古屋市では2日間で一年の降水量の1/3を超える567mmの降水量。 |

### 21世紀

#### 2000年代
| 発生期間             | 被害地域                            | 摘要 |
| -------------------- | ----------------------------------- | --- |
| 2004年7月12日・13日  | 新潟県 福島県                       | 平成16年7月新潟・福島豪雨（7.13水害） 24時間雨量は新潟県栃尾市で422mmなど。 |
| 2004年7月17日・18日  | 福井県                              | 平成16年7月福井豪雨 1時間雨量は福井県美山で96mmなど。被害は福井市（足羽川堤防決壊により中心部浸水被害）・鯖江市・美山町（浸水被害、山間部の土砂崩れ）など。                                          |
| 2008年8月26日 - 31日 | 東海地方 関東地方 中国地方 東北地方 | 平成20年8月末豪雨 1時間雨量は愛知県岡崎市で146.5mm、一宮市で120mm、千葉県我孫子市で104mmなど。その他東海地方・関東地方の多くの地点で解析1時間雨量が100 - 120mm。多数の床下床上浸水、行方不明の被害。 |
| 2009年7月19日 - 26日 | 山口県 福岡県                       | 平成21年7月中国・九州北部豪雨 1時間雨量は防府市で70.5mm、福岡市博多区で114mmなど。大規模な土砂崩れが発生。死者32人となった。                                                                         |

#### 2010年代
| 発生期間               | 被害地域                                                    | 摘要 |
| ---------------------- | ----------------------------------------------------------- | --- |
| 2010年10月18日 - 21日  | 鹿児島県                                                    | 平成22年10月18日から21日にかけての奄美地方の大雨 奄美大島を中心に48時間雨量は奄美市住用町で約800mm、24時間雨量は同市名瀬で648mmなど。増水や土砂崩れにより3人が死亡。 |
| 2011年7月27日 - 30日   | 福島県 新潟県                                               | 平成23年7月新潟・福島豪雨 前線と湿った空気の影響で大気の状態が不安定になって三条市や加茂市周辺や福島県只見町周辺で1時間に100mm前後の猛烈な雨が降り続き、新潟県内の河川では氾濫が相次いだ。三条市では7月29日夜、全世帯に避難勧告が出された。30日朝も猛烈な雨が降った。 |
| 2012年7月              | 九州地方 四国地方 京都府 静岡県 神奈川県                    | 平成24年梅雨前線豪雨 |
| 2012年7月11日 - 14日   | 熊本県 大分県 福岡県                                        | 平成24年7月九州北部豪雨 |
| 2013年7月28日 - 29日   | 山口県 島根県                                               | 平成25年7月28日の島根県と山口県の大雨 梅雨前線に加えて西からの暖湿流や上空の寒気で大気が不安定となった影響で、28日午前中に山口県・島根県県境付近で大雨となり、山口市山口で143mm/時、萩市須佐で138.5mm/時、津和野町津和野で91.5mm/時、阿武町で120mm以上/時（解析）、萩市・阿武町で約350mm/3時間（解析）、阿武町で約600mm/24時間（解析）など猛烈な雨が降った。住宅倒壊などにより両県で死者2名・行方不明者2名が出たほか、住家全壊49棟・半壊72棟、床上浸水770棟などの被害が出た。気象庁はこの大雨を特別警報に匹敵するものと判断して「ただちに命を守る行動を取ってください」などの呼びかけを行った。 なおこの大雨を含む7月21日 - 8月1日までの期間には、福井県東部、岐阜県西部、石川県南部、新潟県上中越、北海道胆振などでも大雨となり、新潟県で死者1名が出ている。 |
| 2013年8月9日           | 秋田県 岩手県                                               | 平成25年8月秋田・岩手豪雨 日本海方面からの暖湿流で大気が不安定となった影響で、9日明け方から秋田県・岩手県を中心に大雨となり、鹿角市鹿角で108.5mm/時、大館市で120mm/時（解析）、西目屋村・北秋田市・藤里町で約120mm/時（解析）、また大館市・北秋田市で約300mm/3時間（解析）など猛烈な雨が降った。河川の増水や土砂災害により両県で死者6名・行方不明者1名が出たほか、住家や農地への被害、停電、断水、交通影響などが生じた。 |
| 2014年8月20日          | 広島県                                                      | 平成26年8月豪雨による広島市の土砂災害 前線に向かって流れた暖湿流の影響で広島市上空で積乱雲が発生し、前日8月19日夜から激しい雷雨に見舞われていた。翌20日には広島市三入で午前4時30分までの3時間に降った雨が217.5mmを観測する猛烈な雨となり、広島市安佐南区や安佐北区で土砂災害が発生し多数の死者・行方不明者が出た。 |
| 2015年9月9日 - 11日    | 栃木県 茨城県 宮城県                                        | 平成27年9月関東・東北豪雨 平成27年台風第18号に伴い関東や東北で豪雨に見舞われ、冠水や土砂崩れ、堤防の決壊が相次いで発生した。特に茨城県常総市では鬼怒川の堤防が決壊し、甚大な冠水被害をもたらした。 |
| 2017年7月5日           | 福岡県 大分県                                               | 平成29年7月九州北部豪雨 梅雨前線の南下と停滞に伴い福岡・大分に被害が出た。死者34名。朝倉市黒川で9時間降水量778mm。 |
| 2018年6月28日 - 7月8日 | 北海道地方 中国地方 四国地方 九州地方北部 近畿地方 東海地方 | 平成30年7月豪雨 台風7号の通過後、北海道付近に停滞していた梅雨前線が南下し、北の高気圧と南の太平洋高気圧の勢力が同じ状態に保たれ、梅雨前線が九州から中部地方にかけて長期間に渡り停滞。台風7・8号がもたらした暖かく湿った空気と太平洋高気圧の縁を回る湿った空気で前線活動が活発化し、7月6日に長崎、福岡、佐賀、広島、岡山、鳥取、京都、兵庫の8県、7日に岐阜県、8日に高知、愛媛の両県に大雨特別警報が発表。総雨量は高知県馬路村魚梁瀬で1,852.5mm、徳島県那賀町木頭で1,365.5mm。各地で大雨による冠水や川の氾濫で甚大な被害が発生。死者は平成以降最悪の200人以上。299人の犠牲者を出した長崎大水害以来初めて水害で200人以上の死者を出した。さらに高速道路では法面崩落や土砂流入で通行止めの影響が長引いた。                                                         |
| 2019年8月27日 - 29日   | 九州地方北部                                                | 令和元年8月の前線に伴う大雨 秋雨前線の影響で線状降水帯が発生し大雨となった。この豪雨で4人が死亡した。 |
| 2019年10月25日         | 東北地方 関東地方                                           | 令和元年10月25日の大雨 台風21号の影響で暖かく湿った空気が流れ込み大気の状態が不安定となったため東北・関東の太平洋沿岸を中心に記録的な大雨となった。この豪雨で千葉県で11人、福島県で2人の計13人が死亡した。 |

#### 2020年代
| 発生期間             | 被害地域                                              | 摘要 |
| -------------------- | ----------------------------------------------------- | --- |
| 2020年7月3日 - 31日  | 中国地方 四国地方 九州地方 近畿地方 東海地方 東北地方 | 令和2年7月豪雨 梅雨前線の影響で豪雨となり、死者・行方不明者86名を出した。 |
| 2021年7月3日         | 静岡県                                                | 熱海市伊豆山土石流災害 大雨による盛り土崩壊のため人災としての側面も大きい。 |
| 2021年8月11日 - 19日 | 長野県 中国地方 九州地方北部                          | 令和3年8月の大雨 梅雨末期に近い気圧配置のほか、活発な前線の影響により、更に線状降水帯からもたらされた豪雨により、11日から19日にかけて長野県や中国地方、九州地方北部を中心に長期的・記録的な水害・土砂災害などによる被害が発生した。 |
| 2023年7月14日 - 16日 | 秋田県                                                | 令和5年7月14日からの梅雨前線による大雨 梅雨前線が朝鮮半島付近にほぼ停滞した影響により、更に連続した暖湿流からもたらされた記録的な大雨により、14日から16日にかけて秋田県を中心に記録的な水害・土砂災害・土石流などによる被害が多発・発生した。特に秋田県の複数の地点で、24時間降水量が観測史上1位の値を更新したほか、総降水量は特に秋田県の多い所で400mmを超え、解析雨量では局地的に約500 mmとなるなど記録的な大雨となり、藤里、男鹿、秋田、秋田市岩見三内、秋田市仁別、仙北市角館ではそれぞれ72時間降水量が観測史上1位を更新した。秋田県のほか、青森県の一部の地域でも平年の7月の月降水量を大きく上回る記録的な大雨となった所があった。 |
| 2024年9月21日 - 23日 | 石川県                                                | 令和6年9月能登半島豪雨 停滞した秋雨前線や台風14号から変化した温帯低気圧などの影響により、特に石川県の輪島市、珠洲市、能登町に大雨特別警報が発表されるなどの記録的な水害・土砂災害などによる被害が発生した。 |